# In the Slot
In the Slot è un album in studio del gruppo musicale statunitense Tower of Power, pubblicato nel 1975.

## Tracce
Side 1
1. Just Enough and Too Much (Emilio Castillo, Stephen Kupka, Frank Biner) - 3:25
2. Treat Me Like Your Man (Lenny Williams, Emilio Castillo, Stephen "Doc" Kupka) - 3:08
3. If I Play My Cards Right (Frank Biner, Stephen "Doc" Kupka, Emilio Castillo) - 3:14
4. As Surely as I Stand Here (Stephen "Doc" Kupka, Chester Thompson, Emilio Castillo) - 5:17
5. Fanfare: Matanuska (Greg Adams) - 0:16
6. On the Serious Side (Emilio Castillo, Stephen "Doc" Kupka) - 2:54

Side 2
1. Ebony Jam (Chester Thompson) - 6:45
2. You're So Wonderful, So Marvelous (Frank Biner, Stephen "Doc" Kupka, Emilio Castillo) - 3:13
3. Vuela Por Noche (David Garibaldi, Bruce Conte, Greg Adams, Francis Rocco Prestia) - 1:34
4. Essence of Innocence (Chester Thompson) - 0:35
5. The Soul of a Child (Stephen "Doc" Kupka, Bruce Conte, Emilio Castillo) - 4:56
6. Drop It in the Slot (Emilio Castillo, Stephen "Doc" Kupka) - 3:12